# Korgas (Kazakhstan)
Khorgas (kazakh : Қорғас, Qorğas ; russe : Хоргос, Khorgosest une petite ville du Kazakhstan près de la frontière avec la Chine. En additionnant les agglomérations voisines de Pidjim et Pidjim Inférieur, Khorgas compte moins de 10 000 habitants. La ville kazakh de Khorgas est donc bien moins importante que sa ville jumelle chinoise éponyme, Khorgos (qui compte plus de 80 000 habitants).